# Белая Рамень (Владимирская область)
Белая Рамень — деревня в Вязниковском районе Владимирской области России, входит в состав Паустовского сельского поселения.

## География
Деревня расположена на берегу реки Индрус в 23 км на юг от центра поселения деревни Паустово и в 40 км на юг от города Вязники.

## История
В окладных книгах 1678 года деревня входила в состав Индрусского прихода, в ней было 7 дворов крестьянских.
В конце XIX — начале XX века деревня входила в составе Сергиевской волости Гороховецкого уезда, с 1926 года — в составе Сергиево-Горской волости Вязниковского уезда. В 1859 году в деревне числилось 24 двора, в 1905 году — 56 дворов, в 1926 году — 102 двора.
С 1929 года деревня входила в состав Ново-Раменского сельсовета Вязниковского района, с 1935 года — в составе Сергиево-Горского сельсовета Никологорского района, с 1963 года — в составе Вязниковского района, с 2005 года — в составе Паустовского сельского поселения.

## Население
| 1859 | 1905 | 1926 | 2002 | 2010 | 2021 |
| ---- | ---- | ---- | ---- | ---- | ---- |
| 226  | ↗380 | ↗445 | ↘48  | ↘12  | ↗19  |